# Ronald Åhman
Ronald Åhman (31 gennaio 1957) è un ex calciatore svedese.